# Lucenay
Lucenay település Franciaországban, Rhône megyében. Lakosainak száma 2068 fő (2022. január 1.). Lucenay Anse, Quincieux, Ambérieux, Les Chères, Lachassagne, Marcy és Morancé községekkel határos.

## Népesség
A település népességének változása:
| Lakosok száma | 1834 | 1814 | 1855 | 1808 | 1864 | 1916 | 1969 | 2051 | 2068 |
|               | 2013 | 2015 | 2016 | 2017 | 2018 | 2019 | 2020 | 2021 | 2022 |